# Charlie Rivel

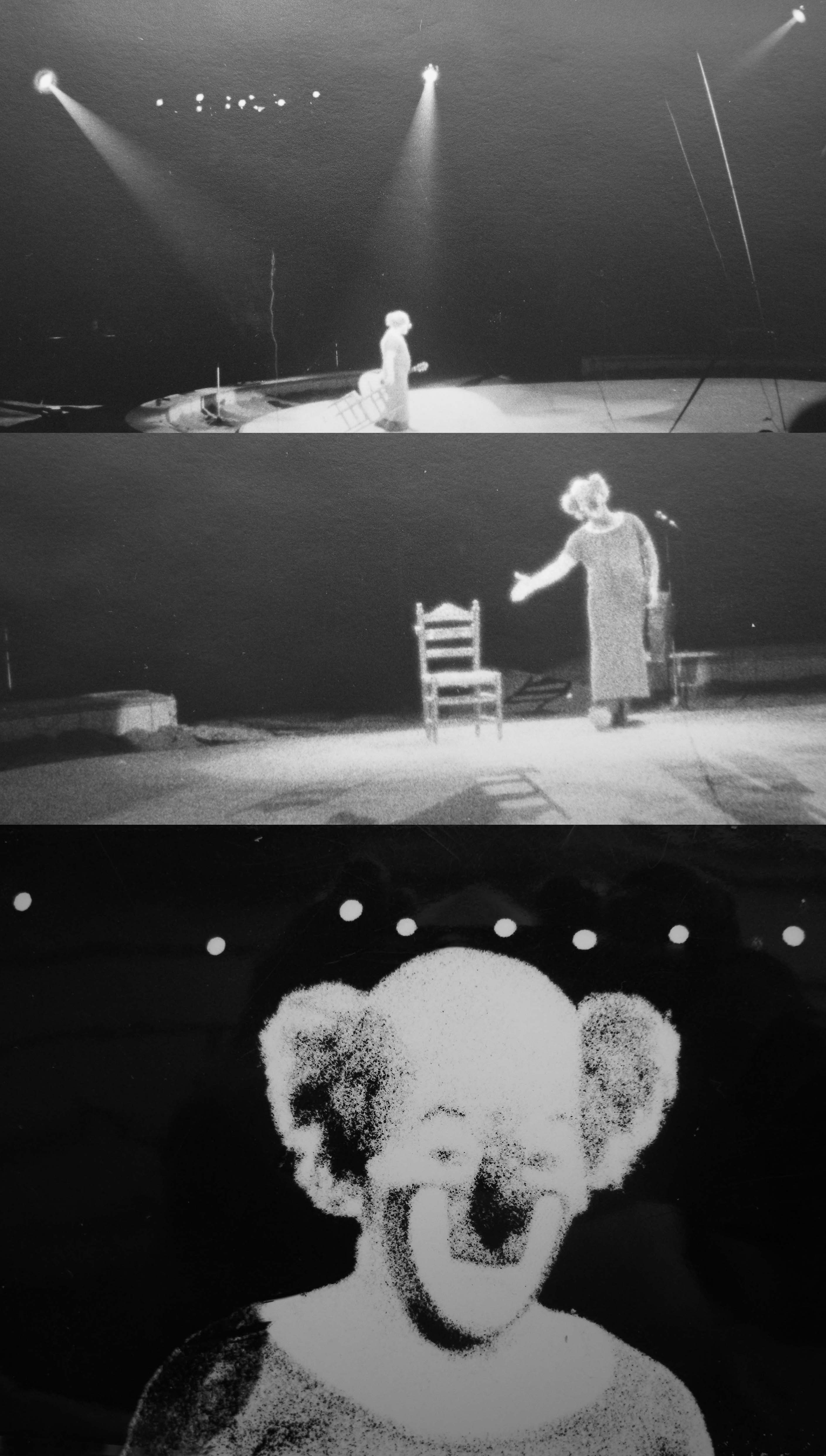
Charlie Rivel i Wien, 1972.

Charlie Rivel, egentligen Josep Andreu i Lasserre, född 23 april 1896 i Cubelles i Katalonien, död 26 juli 1983 i Sant Pere de Ribes i Katalonien, var en spansk clown. Han nådde under sin livstid stor berömmelse och belönades bland annat med svenska Nordstjärneorden. Han finns avbildad på svenskt frimärke.

## Biografi

### Bakgrund
Charlie Rivels far Pedro Jaime Andreu Pausas (död 1957) var en möbelsnickare från Barcelona. Som femtonåring lämnade denne och brodern Juan hemmet för att följa med cirkusen Circo Milá. De två arbetade som trapetsartister, på den och flera andra turnerande cirkusar, genom både Spanien och Frankrike.
På en av cirkusarna träffade fadern den franska akrobaten Marie-Louise Lasserre Seguino, som han så småningom gifte sig med. De bestämde sig, på grund av den försämrade spanska ekonomin, för att bege sig till cirkusar på den franska sidan gränsen. På väg mot Frankrike uppträdde de på bytorg runt om i Katalonien, och i småstaden Cubelles vid kusten söder om Barcelona föddes 1896 deras son Josep (som i tonåren antog artistnamnet Charlie Rivel). Tre månader senare nådde de den franska gränsen.

### Tidig karriär
Familjen skaffade sig snart engagemang hos den lilla Cirque Dusoulier, den första cirkusmanege som sonen Josep beträdde. Han debuterade som tvååring i faderns Risley-akt, och året efter anträdde han scenen på Cirque Caignac i sitt första solonummer som en parodisk tyngdlyftare. Han framträdde även på scen i ett balansnummer med sin yngre syster Neña (Marie-Louise Andreu, 1897–1915).
Cirque Caignac drabbades 1904 svårt i en storm och tvangs lägga ner verksamheten. Det innebar att familjen återigen fick lov att uppträda på gator och torg, där Josep utförde akrobatiska dansnummer, gick på styltor och balanserade på händerna. Därefter anslöt de till Cirque Caron i Grenoble, där Josep kom att lära konstridning och började spela gitarr, fiol och mandolin.
Josep deltog runt 1905 i en trapetsakt på tre personer, med Neña och deras beror Polo (Paul, 1899–1977). Året därpå började Josep testa att spela clown, efter att han fått lov att hoppa in som ersättare för den ordinarie clownen vid Cirque Lambert. Under dessa år utökades syskonskaran till sex, efter att René (1903–1976),  Celito (Marcel, 1906–1970) och Rogelio (Roger, 1909–2001) fötts. Snart deltog även dessa i familjens cirkusnummer.

### 1910-talet
Familjen Andreu accepterades av en artistagentur och syntes även i större franska cirkusensembler. Åren 1910–1912 framträdde de även på olika varietéteatrar i Paris samt på teaterscenen i Italien. 1913 framträdde de "hemma" i Katalonien, på Barcelonas Tivoli, och två år senare öppnade de sin egen Circo Reina Victoria i staden. Cirkusen överlevde i tio års tid, parallellt med att familjen framträdde i olika cirkusmaneger i utlandet. Josep började nu vidareutveckla sin clownkaraktär, som del av familjens trapetsakt.
Charlie Chaplins populära filmunderhållning ledde fram emot slutet av 1910-talet till många imitationer inom cirkus och varieté. Josep Andreu introducerade sin egen Charlie Chaplin-kopia 1916, och på cirkusaffischerna syntes denna som "Charlie and the Rivels" ("Charlot et les Rivels" på franska). Rivel hade sedan tidigare använts som artistnamn av Joseps far. Därefter blev Charlie Rivel Joseps fasta artistnamn.

### Clowntrio
Därefter följde framgångar för familjen, där de uppträdde som en kombinerad komedi/trapets-föreställning med en clowntrio. De uppträdde 1923 på London Coliseum och året efter på Cirque d'Hiver i Paris. Charlie Rivel syntes ofta med sin Charlie Chaplin-imitation men utvecklade successivt sin egen stil. Den innehöll, från 1919, bland annat en platt/fyrkantig röd clownnäsa. Tjugo år senare skulle även den röda uttöjda tröjan, stolen och gitarren bli fast rekvisita.
Charlie var den av de tre bröderna (Charlie, René och Polo) som blev mest uppmärksammad, vilket så småningom ledde till slitningar i deras samarbete. År 1935 valde de att arbeta på egen hand, och Charlie Rivel började utarbeta föreställningar tillsammans med sin fru och barn (se nedan). Han köpte ett större hus i Chennevières-sur-Marne nära Paris och framträdde nu främst på cirkusar i Tyskland och Skandinavien, utöver enstaka besök i Storbritannien eller Sydamerika. Han fortsatte sina scenframträdanden på den lönsamma tyska marknaden även efter Hitlers maktövertagande.
Efter Tysklands nederlag 1945 flyttade Charlie Rivel till Skandinavien och därefter åter till Frankrike. Hans verksamhet i Nazityskland hade försämrat hans rykte och marknadsvärde, vilket följdes av en djup depression, och han återvände inte till teatermanegen förrän 1952. Sedan 1940-talet uppträdde han nästan varje år på Gröna Lund.

### Solo och senare år
Under 1960-talet övergav Rivel trioformatet för soloframträdanden. Han utvecklade en scenshow med två stående nummer: Charlie Rivel med stol och gitarr samt hans parodi av en operadiva. Assistenter på scen blev sonen Juanito och senare dotterna Paulina.
Rivel syntes åren runt 1970 i olika nya sammanhang. 1968 blev han föremål för en spansk dokumentärfilm, och två år senare syntes han i Fellinis dokumentärfilm Clownerna. 1971 författade han sin självbiografi, ursprungligen utgiven på danska som Stakkels Klovn. År 1973 var han inbjuden gäst vid Eurovision Song Contest.
Därefter avtog den åldrande Rivels verksamhet på scenen. Han syntes under 1970-talet endast i enstaka scenshower, samt på TV i bland annat Sverige och Spanien.
Charlie Rivel avled 1983 efter en hjärtattack sedan han under ett antal år hade plågats av andningsproblem. Han är begravd på kyrkogården i födelsestaden Cubelles, 50 kilometer söder om Barcelona.

## Familj
Charlie Rivel gifte sig 1920 i Valencia med Carmen Busto (avliden 1972), som uppträdde i familjecirkusen. De kom att få fyra barn, där Paulina Schumann (född 1921) blev framgångsrik med sina hästnummer. De tre bröderna Juanito (1922–2004), Charlie Jr. (1925–2011)  och Valentino (1927–2006) turnerade som en framgångsrik akrobattrio – The Charlie Rivel's Babies och senare som The Charlivels – under främst 1950- och 1960-talet.
Dottern Paulina gifte sig 1946 med Albert Maximilian Schumann, i den tysk-svenska cirkusfamiljen Schumann. De drev under både mellan- och efterkrigstiden en av de viktigaste danska cirkusarna, med fast scen på Cirkusbygningen i Köpenhamn.
Charlie Rivel Jr., som föddes 1925 i London, bodde på senare år i svenska Eskilstuna, där han ledde en dans- och clownskola. Han avled den 15 december 2011 i Eskilstuna.
I juni 1982, tio år efter sin första frus död, gifte Charlie Rivel om sig.

## Stil och minne

### Artisteri
Charlie Rivels clownkonst baserade sig på traditionen från Grock. Han uppträdde oftast i en röd tröja, en fyrkantig clownnäsa och ett morotsfärgat hår. Bland hans fasta rekvisita fanns en röd stol samt en gitarr.
Rivel hade också ensamrätt på sin replik "Akrobat Oh!". Frasen syntes bland annat i titeln på den svenska översättningen av hans memoarer från 1934. Det hindrade inte att en svensk 78-varvsskiva från 1936, med textsatt musik från musikalfilmen Flottan dansar, innehöll låttiteln "Akrobat, oh.".

### Eftermäle och minnesmärken
Charlie Rivel omnämns ibland som en av världens mest berömda clowner, vid sidan av Grock och Fratellinis. År 1974 belönades han med den första Guldclownen vid den första upplagan av den internationella cirkusfestivalen i Monte Carlo. År 1981, i samband med att han uppträdde på Gröna Lund för sista gången, fick Rivel motta den svenska Nordstjärneorden. 1983 mottog han det katalanska Sant Jordi-korset (Creu de Sant Jordi).

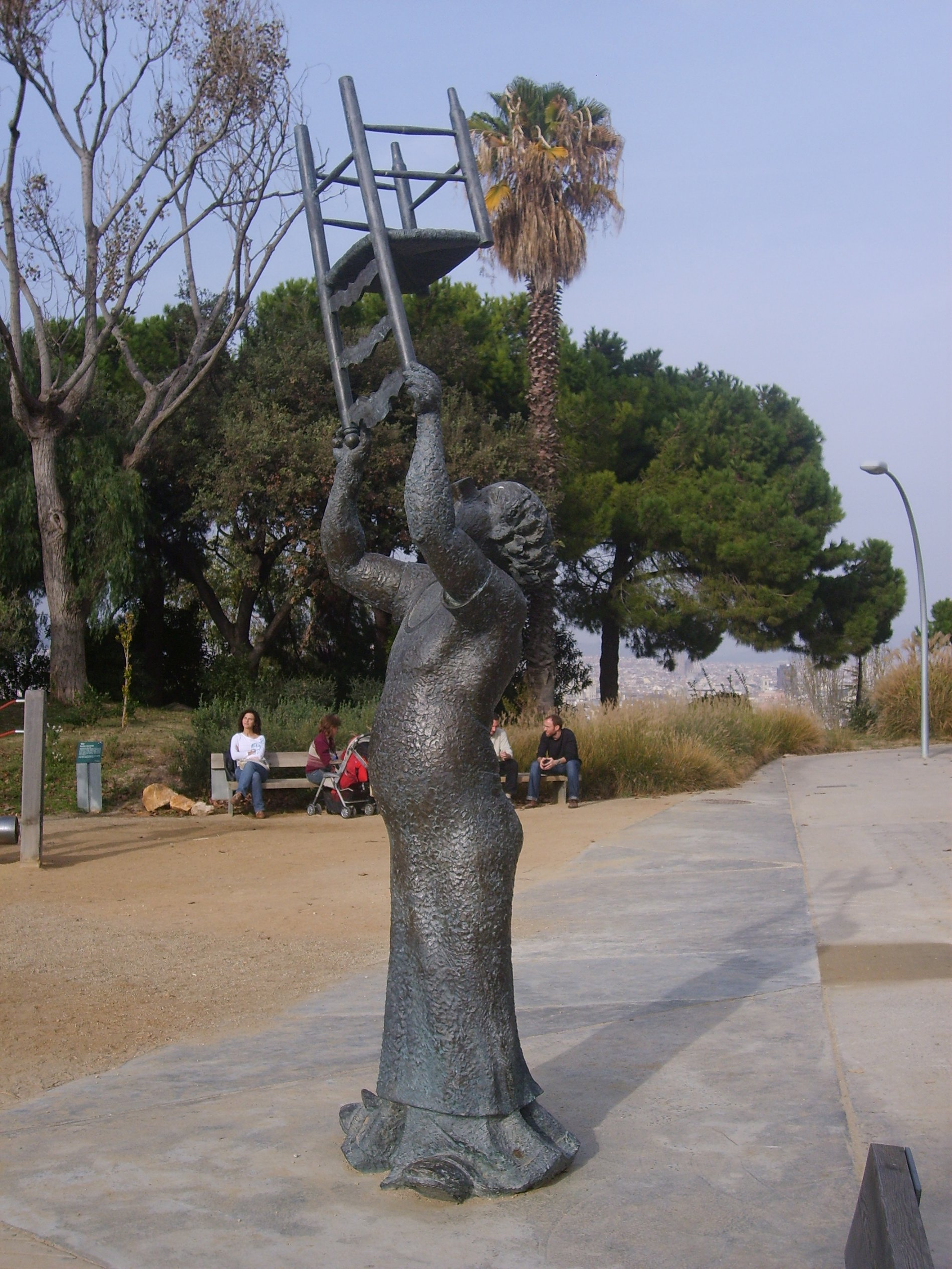
Staty av Charlie Rivel på berget Montjuïc i Barcelona.

I Charlie Rivels katalanska hemstad Cubelles finns ett museum (permanent utställning) tillägnat honom. Det är inrymt i Marquesos d'Alfarràs-slottet. På berget Montjuïc i Barcelona finns en staty över honom, och statyer över honom är även resta i München (nära Cirkus Kronebau) och Cubelles.
Den svenska Cirkusakademiens hederspris Årets Charlie är uppkallat efter honom.

## Verk

### Filmografi
- 1943 – Akrobat Schö-ö-ön, tysk film i regi av Wolfgang Staudte
- 1968 – El aprendiz de clown ('Clownlärlingen'), spansk dokumentärfilm i regi av Manuel Esteba
- 1970 – Clownerna, dokumentärfilm i regi av Federico Fellini[12]